# 닭껍질

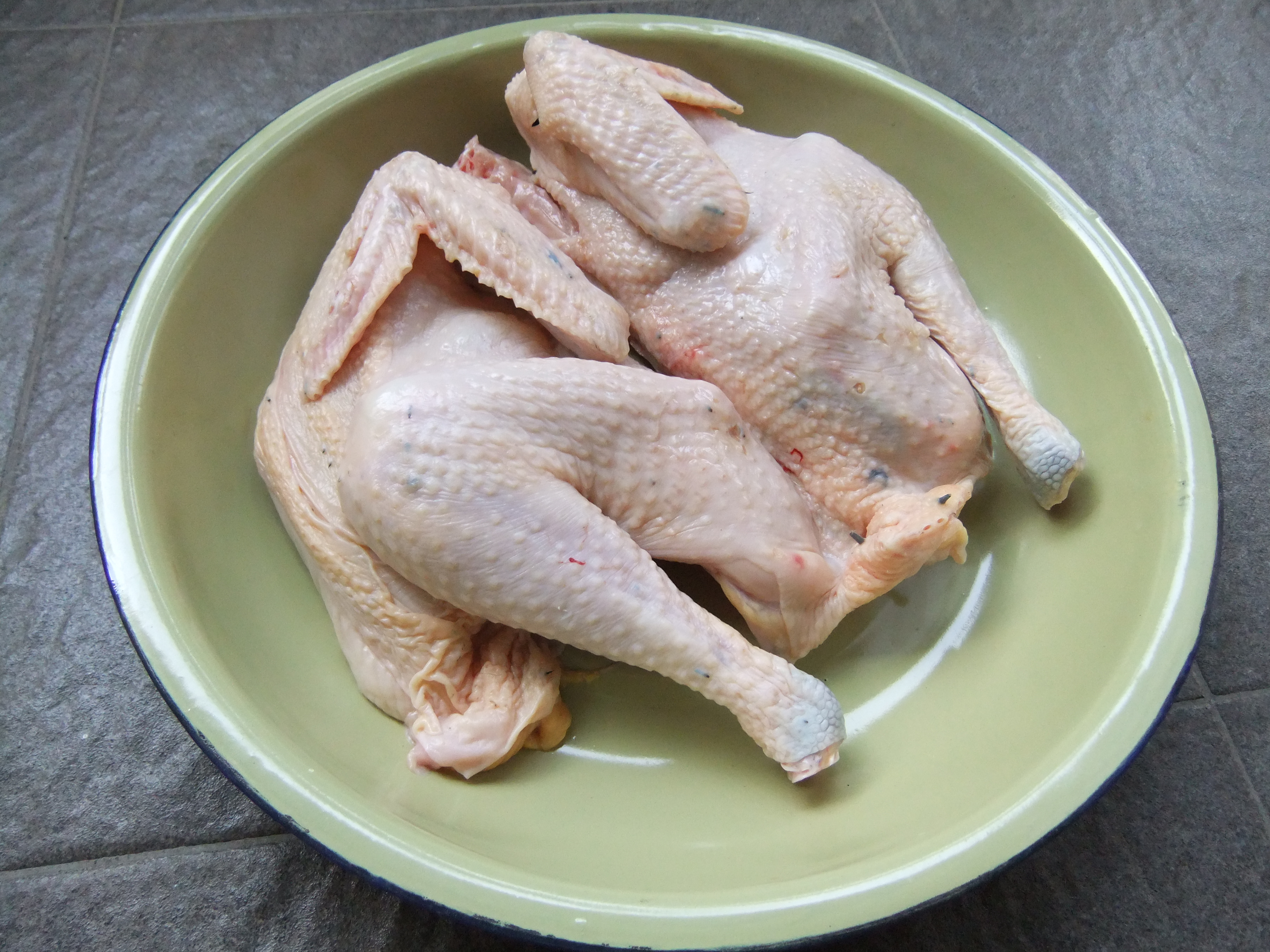
껍질이 붙은 생닭

닭껍질은 닭의 껍질 부분이다.

## 사진

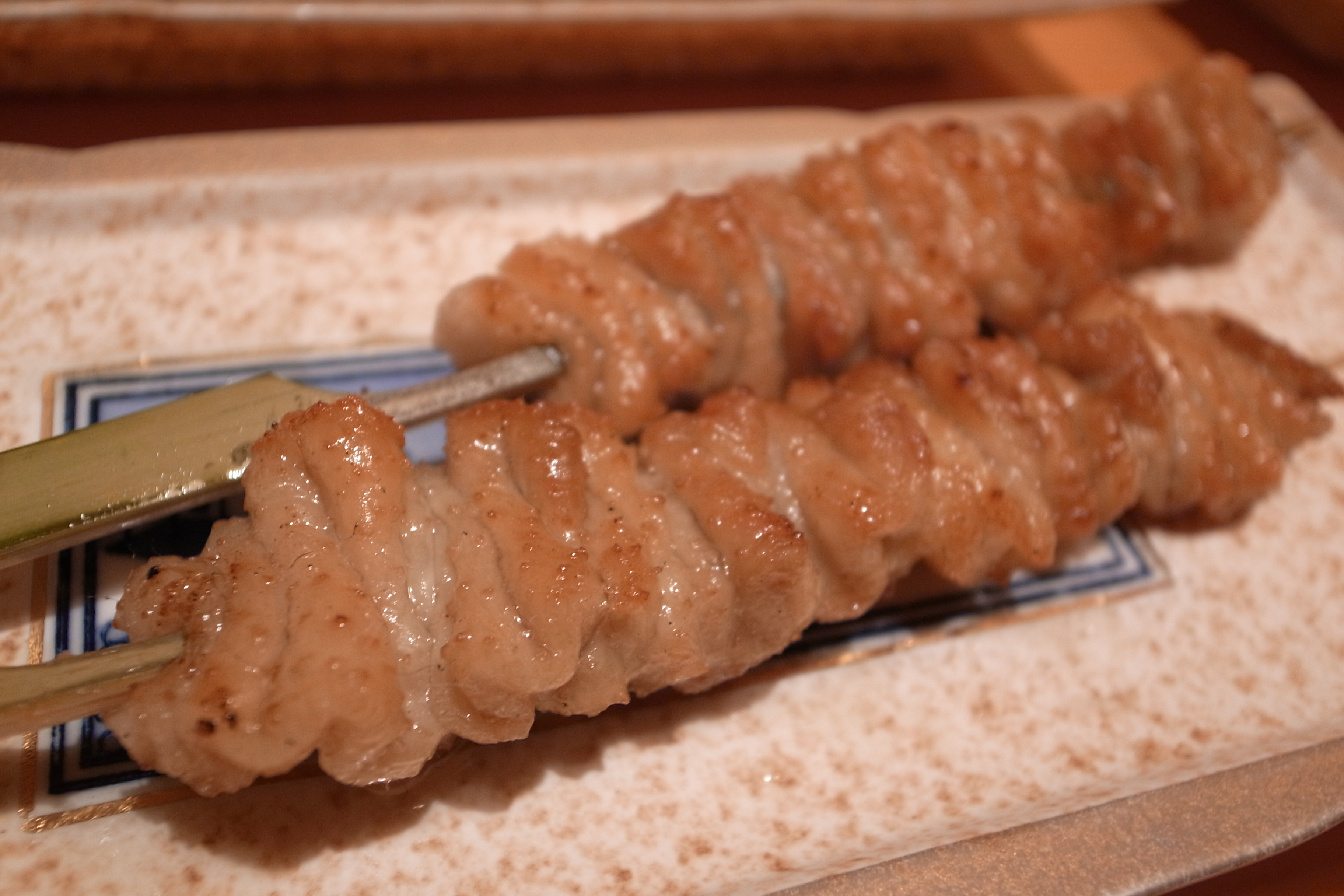
닭껍질 꼬치구이
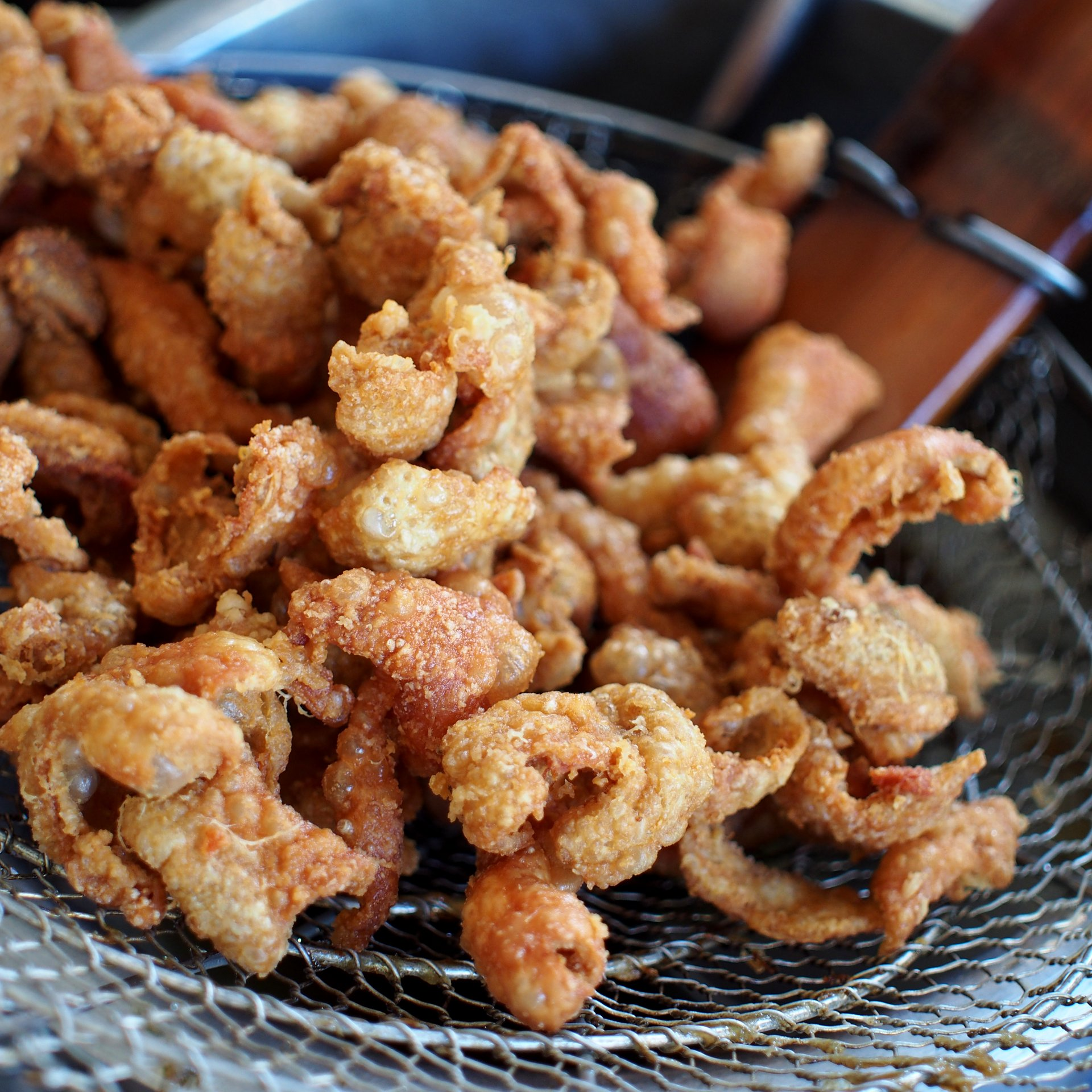
닭껍질 튀김

## 같이 보기
- 닭고기
- 돼지 껍데기
- 뼈 없는 고기